# モンスターファインダー
『モンスターファインダー』（MONSTER FINDER、海外版タイトル：Foto Showdown）は、アルファ・ユニットより2009年11月19日に発売されたニンテンドーDSi専用ゲームソフト。アメリカでは2010年3月9日に発売された。

## 概要
本作は日本国内リリースタイトルとしては唯一となるDSi専用パッケージソフトで、ニンテンドーDS・DS Liteには対応していない（DSi LL・3DS・3DS LL・2DS・New 3DS・New 3DS LL・New 2DS LLには対応）。DSi専用であるため、パッケージ（ケース）およびDSカードは白を基調としたものになっており、「DS、DS Liteでは使用できない」旨の注意が併記されている。また、DSi、DSi LL、3DS、3DS LL、2DS、New 3DS、New 3DS LL、New 2DS LLはリージョンコードが設定されているため、それぞれの各国に合わせないとプレイできない。

## ゲーム内容
ニンテンドーDSiのカメラで撮影した被写体から出現するモンスターを捕獲。また、マスターカプセルなど強化バージョンのカプセルを使えばより強いモンスターを捕獲できる。捕獲したモンスターで最大6体のデッキを組み、バトルを行う。
モンスターは強さに比例して「コスト」があり、プレイヤーの「コントロールりょく」によってデッキに組み込めるモンスターに制限があるほか、所持するカメラのレベルが高いものになると強いモンスター捕獲ができる。
プレイヤーはその島で行われている謎の大会で勝ち進む。

## あらすじ
謎の黒い影にお前は選ばれた存在等といわれ、その後目の前が真っ白に。
無人島であるオブスキュラ島に現れた街の謎を探るため、潜入捜査官が降り立った。
しかもその島には人がおりトーナメントが開催されていた。タケルはユイカとミサにこの島の秘密を知るため
半ば強引にそのトーナメントに参加させられた。タケルたちは順調にトーナメントを勝ち進んでいく。
しかしユイカとミサの何か知っているような素振りにタケルは疑問をもった。

## 登場人物
タケル
本作の主人公である潜入捜査官。銀髪でゴーグルを着けている。
ユイカ
タケルの仲間の潜入捜査官。例えづらいが、オレンジのツインテール。
ミサ
タケルとユイカとは別チームの潜入捜査官。青っぽい髪